# Orlando Lagos
Luis Orlando Lagos Vásquez (Santiago del Cile, 17 gennaio 1913 – Santiago del Cile, 4 febbraio 2007) è stato un fotografo cileno.

## Biografia
È principalmente noto per la sua collaborazione con Salvador Allende e per essere l'autore di quella che è considerata la fotografia più famosa dell'assedio al Palacio de La Moneda.
Fu proprio grazie a quella fotografia che Lagos vinse il prestigioso World Press Photo of the Year 1973, dopo che questa fu pubblicata dal The New York Times. Tuttavia all'epoca il nome del fotografo che aveva fatto quegli scatti non fu rivelato per via di un accordo fra Lagos ed il New York Times. Dopo la morte del fotografo, l'identità dell'autore delle fotografie fu rivelato da un'inchiesta de La Nación.
A gennaio 2007 Orlando Lagos è morto nella sua residenza a Santiago del Cile.